# Samir
Samir (arabisch سمير) ist in verschiedenen Ländern ein männlicher Vorname, u. a. im arabischen Sprachraum, in der Türkei sowie in Aserbaidschan und in mehreren Ländern auf dem Balkan. Die weibliche Form ist Samira.

## Bedeutung
Begleiter bei abendlichem Gespräch (Samara, „plaudern am Abend“).

## Namensträger

### Vorname
- Samir Allioui (* 1983), niederländischer Politiker
- Samir Amin (1931–2018), ägyptischer Ökonom
- Samir Arabi (* 1979), deutscher Fußballfunktionär
- Samir Bertin d’Avesnes (* 1986), französisch-komorischer Fußballspieler
- Samir Bannout (* 1955), libanesischer Bodybuilder
- Samir Bekrić (* 1985), bosnisch-herzegowinischer Fußballspieler
- Samir Bousenine (* 1991), andorranischer Fußballspieler
- Samir Cavadzadə (* 1980), aserbaidschanischer Sänger
- Samir Chatterjee (* 1955), indischer Tabla-Spieler
- Samir Fazli (* 1991), mazedonischer Fußballspieler
- Samir Geagea (* 1952), libanesischer Politiker
- Samir Guesmi (* 1967), französischer Schauspieler
- Samir Guezzaz (* 1980), marokkanischer Fußballschiedsrichter
- Samir Hadji (* 1989), französisch-marokkanischer Fußballspieler
- Samir Handanovič (* 1984), slowenischer Fußballspieler
- Samir Kamouna (* 1972), ägyptischer Fußballspieler
- Samir Kassir (1960–2005), libanesischer Journalist und Intellektueller
- Samir Kuntar (1962–2015), libanesischer Druse
- Samir Labidi (* 1962), tunesischer Politiker
- Samir Leuppi (* 1993), Schweizer Schwinger
- Samir Louadj (* 1985), französisch-algerischer Fußballspieler
- Samir Mazloum (* 1934), libanesischer maronitischer Bischof
- Samir Məmmədov (* 1988), aserbaidschanischer Boxer
- Samir Muratović (* 1976), bosnisch-herzegowinischer Fußballspieler
- Samir Subash Naik (* 1979), indischer Fußballspieler
- Samir Nasr (* 1968), deutsch-ägyptischer Filmregisseur
- Samir Nasri (* 1987), französischer Fußballspieler
- Samir Nassar (* 1950), libanesischer maronitischer Bischof
- Samir Odeh-Tamimi (* 1970), palästinensisch-israelischer Komponist
- Samir Osman (* 1970), deutscher Schauspieler
- Samir Sahiti (* 1988), kosovarisch-serbischer Fußballspieler
- Samir Saliji (* 1984), slowakischer Eishockeyspieler
- Samir S. Shihabi (1925–2010), saudi-arabischer Diplomat
- Samir Toplak (* 1970), kroatischer Fußballspieler
- Samir Ujkani (* 1988), albanischer Fußballspieler

### Familienname
- Abderraouf Ben Samir (* 1953), tunesischer Handballspieler
- Ghizlane Samir (* 1976), marokkanisch-französische Inline-Speedskaterin
- Mahoud Samir (* 1943), ägyptischer Radrennfahrer
- Saad Samir (* 1989), ägyptischer Fußballspieler
- Samir Khalil Samir (* 1938), ägyptischer Theologe und Islamwissenschaftler
- Sandra Samir (* 1997), ägyptische Tennisspielerin

### Künstlername
- Samir (Samir Jamal al Din / Jamal Aldin; * 1955), Schweizer Filmregisseur und -produzent
- Samir Badran, Teil des schwedischen Musikduos Samir & Viktor